# Lijst van rijksmonumenten in Utrecht (stad)/Kromme Nieuwegracht
De stad Utrecht telt in totaal 1.402 inschrijvingen in het rijksmonumentenregister. De Kromme Nieuwegracht in het centrum telt 50 rijksmonumenten. Hieronder een overzicht.
| Object | Oorspronkelijke functie? | Bouwjaar                                                         | Architect | Locatie                    | Coördinaten?                | Nr.?   | Afbeelding        |
| --- | ------------------------ | ---------------------------------------------------------------- | --------- | -------------------------- | --------------------------- | ------ | ----------------- |
| Bonifacius lyceum | Werk-woonhuis            | 18e eeuw                                                         |           | Kromme Nieuwegracht 3      | 52° 5' 32" NB, 5° 7' 26" OL | 36199  | Meer afbeeldingen |
| Statig herenhuis vier ramen breed en rechte kroonlijst | Werk-woonhuis            | 18e eeuw                                                         |           | Kromme Nieuwegracht 7      | 52° 5' 32" NB, 5° 7' 27" OL | 36200  | Meer afbeeldingen |
| Huis met rechte kroonlijst, zadeldak eindigend in topgevels met schoorstenen | Werk-woonhuis            | 17e eeuw                                                         |           | Kromme Nieuwegracht 9      | 52° 5' 32" NB, 5° 7' 27" OL | 36201  | Meer afbeeldingen |
| Poortje met gotisch omlijstingsprofiel, in pand nr 13 aanwezig | Erfscheiding             | 17e eeuw                                                         |           | Kromme Nieuwegracht 11     | 52° 5' 31" NB, 5° 7' 27" OL | 36202  | Meer afbeeldingen |
| Huis met rechte kroonlijst en zadeldak gepleisterd | Woonhuis                 | 17e eeuw                                                         |           | Kromme Nieuwegracht 13     | 52° 5' 32" NB, 5° 7' 28" OL | 36203  | Meer afbeeldingen |
| Huis met rechte kroonlijst | Woonhuis                 |                                                                  |           | Kromme Nieuwegracht 15     | 52° 5' 32" NB, 5° 7' 28" OL | 36204  | Meer afbeeldingen |
| Huis in de bocht van de kromme nieuwegracht gelegen, langgerekte gepleisterde gevel met rechte kroonlijst, door zadeldak gedekt                                                                            | Werk-woonhuis            | 17e eeuw                                                         |           | Kromme Nieuwegracht 25     | 52° 5' 31" NB, 5° 7' 32" OL | 36205  | Meer afbeeldingen |
| Statig huis met 19e-eeuwse middenpartij en toevoegingen. Gevel met rechte kroonlijst, zadeldak en dakvenster                                                                                               | Werk-woonhuis            | 18e eeuw                                                         |           | Kromme Nieuwegracht 29     | 52° 5' 30" NB, 5° 7' 32" OL | 36206  | Meer afbeeldingen |
| Pand met gepleisterde gevel met rechte kroonlijst en zadeldak | Werk-woonhuis            | 17e eeuw                                                         |           | Kromme Nieuwegracht 31     | 52° 5' 30" NB, 5° 7' 33" OL | 36207  | Meer afbeeldingen |
| Pand met bakstenen gevel met rechte kroonlijst en zadeldak | Woonhuis                 | 17e eeuw                                                         |           | Kromme Nieuwegracht 33     | 52° 5' 29" NB, 5° 7' 33" OL | 36208  | Meer afbeeldingen |
| Pand met gevel met rechte kroonlijst. Onder zelfde nr 37, poort bekroond door twee marmeren busten | Werk-woonhuis            | 18e eeuw                                                         |           | Kromme Nieuwegracht 37     | 52° 5' 29" NB, 5° 7' 34" OL | 36209  | Meer afbeeldingen |
| Pand met langgerekte gevel met rechte kroonlijst en zadeldak eindigend in topgevels | Werk-woonhuis            | 17e eeuw                                                         |           | Kromme Nieuwegracht 39     | 52° 5' 27" NB, 5° 7' 32" OL | 36210  | Meer afbeeldingen |
| Truttige Tuyl | Werk-woonhuis            | ca. 1700 (ingang)                                                |           | Kromme Nieuwegracht 43     | 52° 5' 26" NB, 5° 7' 31" OL | 36211  | Meer afbeeldingen |
| Pand met eenvoudige grijs gepleisterde lijstgevel met zadeldak | Woonhuis                 |                                                                  |           | Kromme Nieuwegracht 45     | 52° 5' 26" NB, 5° 7' 30" OL | 36212  | Meer afbeeldingen |
| Pand met lijstgevel met zadeldak een geheel vormend met nr 45 | Werk-woonhuis            |                                                                  |           | Kromme Nieuwegracht 47     | 52° 5' 26" NB, 5° 7' 30" OL | 36214  | Meer afbeeldingen |
| Paushuize | Kasteel, buitenplaats    | 1517                                                             |           | Kromme Nieuwegracht 49     | 52° 5' 25" NB, 5° 7' 28" OL | 36215  | Meer afbeeldingen |
| Statig herenhuis met rechte gootlijst. Ernaast gepleisterde gevel met rechte kroonlijst, zadeldak in een topgevel eindigend                                                                                | Werk-woonhuis            | 17e eeuw (herenhuis) 18e eeuw (middenpartij)                     |           | Kromme Nieuwegracht 6      | 52° 5' 34" NB, 5° 7' 24" OL | 36216  | Meer afbeeldingen |
| Huis met rechte kroonlijst. Ingangspartij aanvang 19e eeuw | Woonhuis                 | 18e eeuw                                                         |           | Kromme Nieuwegracht 8      | 52° 5' 33" NB, 5° 7' 25" OL | 36217  | Meer afbeeldingen |
| Pand met 19e-eeuwse gevel, verhoogde middenpartij | Werk-woonhuis            | 19e eeuw                                                         |           | Kromme Nieuwegracht 10     | 52° 5' 33" NB, 5° 7' 26" OL | 36218  | Meer afbeeldingen |
| Pand met gevel met rechte kroonlijst en brede ingangsdeur, mansarde dak | Woonhuis                 | begin 19e eeuw                                                   |           | Kromme Nieuwegracht 12     | 52° 5' 33" NB, 5° 7' 26" OL | 36219  | Meer afbeeldingen |
| Pand met gepleisterde lijstgevel met mansardedak. Hoekpand Ambachtstraat | Woonhuis                 | 19e eeuw                                                         |           | Kromme Nieuwegracht 14     | 52° 5' 33" NB, 5° 7' 27" OL | 36220  | Meer afbeeldingen |
| Pand met gepleisterde lijstgevel, zadeldak | Werk-woonhuis            | 18e eeuw                                                         |           | Kromme Nieuwegracht 18     | 52° 5' 33" NB, 5° 7' 27" OL | 36221  | Meer afbeeldingen |
| Pand met vijf ramen brede gevel met rechte kroonlijst, natuursteen blokken boven de vensters | Werk-woonhuis            |                                                                  |           | Kromme Nieuwegracht 20     | 52° 5' 33" NB, 5° 7' 28" OL | 36222  | Meer afbeeldingen |
| Statig herenhuis met rechte kroonlijst met consoles middenpartij geornamenteerd. Smeedijzeren hekken | Werk-woonhuis            | begin 18e eeuw                                                   |           | Kromme Nieuwegracht 22     | 52° 5' 32" NB, 5° 7' 28" OL | 36223  | Meer afbeeldingen |
| Pand met gepleisterde lijstgevel | Woonhuis                 | 19e eeuw                                                         |           | Kromme Nieuwegracht 24     | 52° 5' 32" NB, 5° 7' 29" OL | 36224  | Meer afbeeldingen |
| Pand met gepleisterde pilastergevel. Mansardedak | Woonhuis                 | vroeg 19e eeuw                                                   |           | Kromme Nieuwegracht 26     | 52° 5' 32" NB, 5° 7' 30" OL | 36225  | Meer afbeeldingen |
| Pand met vijf ramen brede lijstgevel | Woonhuis                 | 18e eeuw                                                         |           | Kromme Nieuwegracht 28     | 52° 5' 32" NB, 5° 7' 30" OL | 36226  | Meer afbeeldingen |
| Pand met gevel met rechte kroonlijst | Werk-woonhuis            | eind 18e eeuw                                                    |           | Kromme Nieuwegracht 36     | 52° 5' 32" NB, 5° 7' 32" OL | 36227  | Meer afbeeldingen |
| Pand met gevel, rechte kroonlijst met consoles en rijk gesneden van consoles voorziene ingang | Woonhuis                 | eerste helft 18e eeuw                                            |           | Kromme Nieuwegracht 38     | 52° 5' 32" NB, 5° 7' 33" OL | 36228  | Meer afbeeldingen |
| Pand met gevel met rechte kroonlijst, een geheel met 42 en 44 vormend | Woonhuis                 | 18e eeuw                                                         |           | Kromme Nieuwegracht 40     | 52° 5' 31" NB, 5° 7' 33" OL | 36229  | Meer afbeeldingen |
| Pand met gevel met rechte kroonlijst, een geheel met 40 en 44 vormend | Werk-woonhuis            | 18e eeuw                                                         |           | Kromme Nieuwegracht 42     | 52° 5' 31" NB, 5° 7' 34" OL | 36230  | Meer afbeeldingen |
| Pand met gevel met rechte kroonlijst, een geheel met 40-42 vormend | Woonhuis                 | 18e eeuw                                                         |           | Kromme Nieuwegracht 44     | 52° 5' 31" NB, 5° 7' 33" OL | 36231  | Meer afbeeldingen |
| Statig herenhuis met rechte kroonlijst. Fraaie 17e-eeuwse achtergevel met pilasters en accoladebogen | Werk-woonhuis            | 17e eeuw                                                         |           | Kromme Nieuwegracht 46     | 52° 5' 31" NB, 5° 7' 33" OL | 36232  | Meer afbeeldingen |
| Statig herenhuis met eenvoudige middenpartij en rechte kroonlijst | Woonhuis                 | 17e eeuw, en aanvang 18e eeuw                                    |           | Kromme Nieuwegracht 54     | 52° 5' 29" NB, 5° 7' 35" OL | 36233  | Meer afbeeldingen |
| Statig herenhuis met rechte kroonlijst, bouwnaad in midden der gevel | Werk-woonhuis            | 18e eeuw                                                         |           | Kromme Nieuwegracht 56     | 52° 5' 29" NB, 5° 7' 35" OL | 36234  | Meer afbeeldingen |
| Huis met langgerekte gepleisterde gevel, zeven ramen breed, in flauwe bocht gelegen | Woonhuis                 | 18e eeuw                                                         |           | Kromme Nieuwegracht 58     | 52° 5' 28" NB, 5° 7' 35" OL | 36235  | Meer afbeeldingen |
| Pand met gepleisterde lijstgevel benedenverdieping met pilasters | Woonhuis                 | 19e eeuw                                                         |           | Kromme Nieuwegracht 60     | 52° 5' 27" NB, 5° 7' 35" OL | 36236  | Meer afbeeldingen |
| Pand met gevel met rechte kroonlijst | Werk-woonhuis            | 18e eeuw                                                         |           | Kromme Nieuwegracht 64     | 52° 5' 26" NB, 5° 7' 32" OL | 36237  | Meer afbeeldingen |
| Twee huizen met rechte kroonlijst in flauwe bocht | Werk-woonhuis            |                                                                  |           | Kromme Nieuwegracht bij 64 | 52° 5' 26" NB, 5° 7' 33" OL | 36238  | Meer afbeeldingen |
| Pand met gevel met rechte kroonlijst. Rechts van de deur twee gevels met rechte lijst uit 19e eeuw die resten zijn van het 15e-eeuwse huis Blikkenburg. Het gevelgedeelte waarin de deur staat is 18e eeuw | Woonhuis                 | 18e eeuw                                                         |           | Kromme Nieuwegracht 66     | 52° 5' 26" NB, 5° 7' 33" OL | 36239  | Meer afbeeldingen |
| Pand met gevel met rechte kroonlijst en zadeldak | Woonhuis                 | 18e eeuw of ouder                                                |           | Kromme Nieuwegracht 68     |                             | 36240  | Meer afbeeldingen |
| Statig herenhuis, beeldbouwwerk in middenpartij | Woonhuis                 | 1686                                                             |           | Kromme Nieuwegracht 80     | 52° 5' 25" NB, 5° 7' 31" OL | 36241  | Meer afbeeldingen |
| Pand met gepleisterde dubbele lijstgevel waarvan een met schilddaken | Werk-woonhuis            | 19e eeuw (pand), late middeleeuwen (huis achter rechtergedeelte) |           | Kromme Nieuwegracht 84     | 52° 5' 25" NB, 5° 7' 29" OL | 36242  | Meer afbeeldingen |
| Pand met lijstgevel met schilddak | Woonhuis                 | 19e eeuw                                                         |           | Kromme Nieuwegracht 86     | 52° 5' 24" NB, 5° 7' 28" OL | 36243  | Meer afbeeldingen |
| Pand met gevel met rechte kroonlijst met consoles en modern dak | Woonhuis                 |                                                                  |           | Kromme Nieuwegracht 88     | 52° 5' 24" NB, 5° 7' 28" OL | 36244  | Meer afbeeldingen |
| Pand met gepleisterde gevel met rechte kroonlijst en ramen met afgeronde hoeken | Woonhuis                 | laatste helft 19e eeuw                                           |           | Kromme Nieuwegracht 92     | 52° 5' 24" NB, 5° 7' 27" OL | 36245  | Meer afbeeldingen |
| Hoekpand met gepleisterde gevel met rechte kroonlijst | Woonhuis                 | laatste helft 19e eeuw                                           |           | Kromme Nieuwegracht 94     | 52° 5' 24" NB, 5° 7' 27" OL | 36246  | Meer afbeeldingen |
| Winkelwoonhuis gebouwd in overgangsarchitectuur | Winkel                   | 1903                                                             |           | Kromme Nieuwegracht 90     | 52° 5' 24" NB, 5° 7' 28" OL | 514233 | Meer afbeeldingen |